# Canton d'Épinay-sous-Sénart
Le canton d'Épinay-sous-Sénart est une circonscription électorale française française située dans le département de l'Essonne et la région Île-de-France.
À la suite du redécoupage cantonal de 2014, les limites territoriales du canton sont remaniées. Le nombre de communes du canton passe de 4 à 8 + une fraction de Brunoy.

## Géographie
| Type d'occupation           | Pourcentage | Superficie (en hectares) |
| --------------------------- | ----------- | ------------------------ |
| Espace urbain construit     | 29,9 %      | 516,52                   |
| Espace urbain non construit | 8,0 %       | 138,85                   |
| Espace rural                | 62,1 %      | 1 074,52                 |
| Source : Iaurif             |             |                          |

Le canton d'Épinay-sous-Sénart est organisé autour de la commune d'Épinay-sous-Sénart dans l'arrondissement d'Évry. Son altitude varie entre trente-sept mètres à Épinay-sous-Sénart et quatre-vingt-quatorze mètres à Varennes-Jarcy, pour une altitude moyenne de soixante-neuf mètres.

## Historique
Le canton d'Épinay-sous-Sénart a été créé par décret ministériel du 24 janvier 1985 par démembrement du canton de Brunoy avec les communes de Boussy-Saint-Antoine, Épinay-sous-Sénart, Quincy-sous-Sénart et Varennes-Jarcy.
Par décret du 24 février 2014, le nombre de cantons du département est divisé par deux, avec mise en application aux élections départementales de mars 2015. Le canton d'Épinay-sous-Sénart est conservé et s'agrandit. Il passe de 4 à 8 communes + une fraction de Brunoy .

## Représentation

### Représentation avant 2015
| Période | Période | Identité        | Étiquette | Qualité |
| ------- | ------- | --------------- | --------- | --- |
| 1985    | 1998    | Daniel Lobry    | RPR       | Cadre commercial Conseiller municipal de Boussy-Saint-Antoine |
| 1998    | 2011    | Richard Messina | PS        | Professeur de chimie, Président de l'université d'Evry-Val-d'Essonne (2006 → 2011) Maire de Boussy-Saint-Antoine (1983 → 2008)                                          |
| 2011    | 2014    | Romain Colas    | PS        | Cadre territorial Maire de Boussy-Saint-Antoine (2008 → ) Député de l'Essonne (9e circ.) (2014 → 2017) Vice-président de la CA Val d'Yerres Val de Seine Démissionnaire |
| 2014    | 2015    | Monique Ntinou  | PS        | Conseillère en insertion, Épinay-sous-Sénart |

#### Résultats électoraux
Élections cantonales, résultats des deuxièmes tours :
- Élections cantonales de 1992 : 48,68 % pour Daniel Lobry (RPR), 36,04 % pour Richard Messina (PS), 37,21 % de participation[4].
- Élections cantonales de 1998 : 51,03 % pour Richard Messina (PS), 30,87 % pour Daniel Lobry (RPR), 49,51 % de participation[5].
- Élections cantonales de 2004 : 56,42 % pour Richard Messina (PS), 43,58 % pour David Nadeau (UMP), 65,91 % de participation[6].
- Élections cantonales de 2011 : 73,66 % pour Romain Colas (PS), 26,34 % pour Jean Legangneux (FN), 41,50 % de participation[7].

### Représentation depuis 2015
| Période élective | Période élective | Mandat | Mandat   | Identité         | Nuance | Nuance | Qualité |
| ---------------- | ---------------- | ------ | -------- | ---------------- | ------ | ------ | --- |
| 2015             | 2021             | 2015   | 2021     | Damien Allouch   |        | PS     | Professeur de français Maire-adjoint de Boussy-Saint-Antoine (2014 → ? ) Maire d'Épinay-sous-Sénart (2020 → ) |
| 2015             | 2021             | 2015   | 2021     | Annick Dischbein |        | EELV   | Salariée du secteur médical Conseillère municipale de Saint-Pierre-du-Perray                                  |
| 2021             | 2028             | 2021   | en cours | Damien Allouch   |        | PS     | Professeur de français Maire d'Épinay-sous-Sénart (2020 → )                                                   |
| 2021             | 2028             | 2021   | en cours | Annick Dischbein |        | EELV   | |

### Résultats détaillés

#### Élections de mars 2015
À l'issue du 1er tour des élections départementales de 2015, deux binômes sont en ballottage : Damien Allouch et Annick Dischbein (Union de la Gauche, 30,23 %) et Olivia Le Roux et Laurent Stillen (FN, 24,66 %). Le taux de participation est de 45,58 % (15 784 votants sur 34 633 inscrits) contre 47,42 % au niveau départemental et 50,17 % au niveau national.
Au second tour, Damien Allouch et Annick Dischbein (Union de la Gauche) sont élus avec 61,77 % des suffrages exprimés et un taux de participation de 46,24 % (8 857 voix pour 16 016 votants et 34 633 inscrits).

#### Élections de juin 2021
Le premier tour des élections départementales de 2021 est marqué par un très faible taux de participation (33,26 % au niveau national). Dans le canton d'Épinay-sous-Sénart, ce taux de participation est de 26,73 % (9 789 votants sur 36 620 inscrits) contre 30,18 % au niveau départemental. À l'issue de ce premier tour, deux binômes sont en ballottage : Damien Allouch et Annick Dischbein (PS, 43,81 %) et Caroline Brillaux et Riad Hatik (Union au centre et à droite, 33,03 %).
Le second tour des élections est marqué une nouvelle fois par une abstention massive équivalente au premier tour. Les taux de participation sont de 34,36 % au niveau national, 32,47 % dans le département et 28,87 % dans le canton d'Épinay-sous-Sénart. 
Damien Allouch et Annick Dischbein (PS) sont élus avec 50,04 % des suffrages exprimés (4 923 voix pour 10 577 votants et 36 631 inscrits), devançant de seulement 7 voix le binôme constitué de Caroline Brillaux (SE) et Riad Hatik (SE),,. Le Conseil d'État a confirmé le 28 juillet 2022 la régularité de cette élection marqué par un très faible écart de voix, contredisant ainsi le jugement du  tribunal administratif de Versailles du 15 février 2022,.

## Composition

### Composition avant 2015

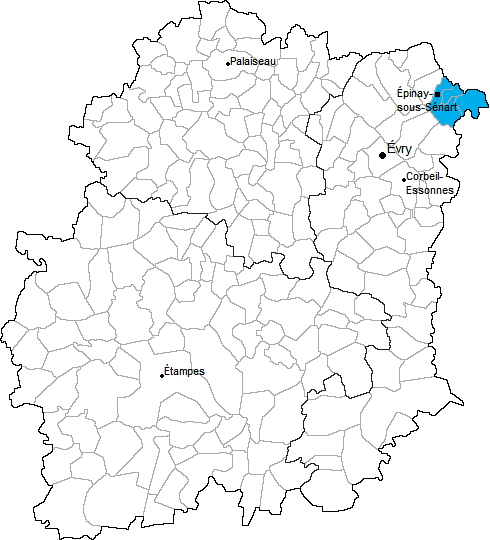
Situation du canton d'Épinay-sous-Sénart dans le département de l'Essonne avant 2015.

Le canton d'Épinay-sous-Sénart comptait quatre communes.
| Nom                            | Code Insee | Codepostal | Superficie (km2) | Population (dernière pop. légale) | Densité (hab./km2) |
| ------------------------------ | ---------- | ---------- | ---------------- | --------------------------------- | ------------------ |
| Épinay-sous-Sénart (chef-lieu) | 91215      | 91860      | 3,58             | 12 434 (2012)                     | 3 473              |
| Boussy-Saint-Antoine           | 91097      | 91800      | 2,90             | 6 489 (2012)                      | 2 238              |
| Quincy-sous-Sénart             | 91514      | 91480      | 5,20             | 8 303 (2012)                      | 1 597              |
| Varennes-Jarcy                 | 91631      | 91480      | 5,48             | 2 347 (2012)                      | 428                |

### Composition depuis 2015
Le canton d'Épinay-sous-Sénart comprend désormais huit communes entières et une fraction de Brunoy.
| Nom                                        | Code Insee | Intercommunalité             | Superficie (km2) | Population (dernière pop. légale)               | Densité (hab./km2) | Modifier                                    |
| ------------------------------------------ | ---------- | ---------------------------- | ---------------- | ----------------------------------------------- | ------------------ | ------------------------------------------- |
| Épinay-sous-Sénart (bureau centralisateur) | 91215      | CA Val d'Yerres Val de Seine | 3,58             | 11 783 (2022)                                   | 3 291              | modifier les données · modifier les données |
| Boussy-Saint-Antoine                       | 91097      | CA Val d'Yerres Val de Seine | 2,90             | 7 986 (2022)                                    | 2 754              | modifier les données · modifier les données |
| Brunoy                                     | 91114      | CA Val d'Yerres Val de Seine | 6,62             | Fraction : 5 887 (2022) Commune : 25 792 (2022) | 3 896              | modifier les données · modifier les données |
| Morsang-sur-Seine                          | 91435      | CA Grand Paris Sud           | 4,39             | 584 (2022)                                      | 133                | modifier les données · modifier les données |
| Quincy-sous-Sénart                         | 91514      | CA Val d'Yerres Val de Seine | 5,20             | 9 491 (2022)                                    | 1 825              | modifier les données · modifier les données |
| Saint-Pierre-du-Perray                     | 91573      | CA Grand Paris Sud           | 11,59            | 12 071 (2022)                                   | 1 042              | modifier les données · modifier les données |
| Saintry-sur-Seine                          | 91577      | CA Grand Paris Sud           | 3,29             | 5 853 (2022)                                    | 1 779              | modifier les données · modifier les données |
| Tigery                                     | 91617      | CA Grand Paris Sud           | 8,64             | 4 359 (2022)                                    | 505                | modifier les données · modifier les données |
| Varennes-Jarcy                             | 91631      | CC de l'Orée de la Brie      | 5,48             | 2 381 (2022)                                    | 434                | modifier les données · modifier les données |
| Canton d'Épinay-sous-Sénart                | 9107       |                              |                  | 60 395 (2022)                                   |                    | modifier les données                        |

La fraction de la commune de Brunoy comprise dans le canton d'Épinay-sous-Sénart est la partie située à l'ouest d'une ligne définie par l'axe des voies et limites suivantes : depuis la limite territoriale de la commune d'Yerres, rue de Montgeron, avenue du Général-Leclerc (route départementale 54), rue Dupont-Chaumont, rue de Quincy, jusqu'à la limite territoriale de la commune d'Épinay-sous-Sénart.

## Démographie

### Démographie avant 2015

#### Évolution démographique
| 1990   | 1999   | 2006   | 2011   | 2012   |
| ------ | ------ | ------ | ------ | ------ |
| 28 064 | 28 482 | 29 676 | 28 939 | 29 573 |

#### Pyramide des âges
| Hommes | Classe d’âge | Femmes |
| ------ | ------------ | ------ |
| 0,3    | 90 ans ou +  | 1,2    |
| 4,1    | 75 à 89 ans  | 6,2    |
| 11,2   | 60 à 74 ans  | 11,9   |
| 19,2   | 45 à 59 ans  | 19,0   |
| 22,4   | 30 à 44 ans  | 21,4   |
| 19,6   | 15 à 29 ans  | 19,2   |
| 23,2   | 0 à 14 ans   | 21,1   |

| Hommes | Classe d’âge | Femmes |
| ------ | ------------ | ------ |
| 0,3    | 90 ans ou +  | 0,8    |
| 4,4    | 75 à 89 ans  | 6,7    |
| 11,3   | 60 à 74 ans  | 11,9   |
| 19,9   | 45 à 59 ans  | 20,0   |
| 21,9   | 30 à 44 ans  | 21,4   |
| 20,6   | 15 à 29 ans  | 19,2   |
| 21,7   | 0 à 14 ans   | 20,0   |

### Démographie depuis 2015
En 2022, le canton comptait 60 395 habitants, en évolution de +4,18 % par rapport à 2016 (Essonne : +2,89 %, France hors Mayotte : +2,11 %).
| 2013   | 2018   | 2022   |
| ------ | ------ | ------ |
| 54 782 | 58 431 | 60 395 |

## Économie

### Emplois, revenus et niveau de vie
| Répartition des emplois par catégories socioprofessionnelles en 2006. |              |                                           |                                                   |                            |                          |                           |
|                                                                       | Agriculteurs | Artisans, commerçants, chefs d'entreprise | Cadres et professions intellectuelles supérieures | Professions intermédiaires | Employés                 | Ouvriers                  |
| Canton d'Épinay-sous-Sénart                                           | 0,1 %        | 7,1 %                                     | 11,4 %                                            | 26,1 %                     | 37,3 %                   | 18,0 %                    |
| Département de l'Essonne                                              | 0,2 %        | 4,5 %                                     | 22,1 %                                            | 27,7 %                     | 27,6 %                   | 17,9 %                    |
| Moyenne nationale                                                     | 2,2 %        | 6,0 %                                     | 15,4 %                                            | 24,6 %                     | 28,7 %                   | 23,2 %                    |
| Répartition des emplois par secteurs d'activités en 2006.             |              |                                           |                                                   |                            |                          |                           |
|                                                                       | Agriculture  | Industrie                                 | Construction                                      | Commerce                   | Services aux entreprises | Services aux particuliers |
| Canton d'Épinay-sous-Sénart                                           | 0,2 %        | 6,5 %                                     | 7,3 %                                             | 16,6 %                     | 10,3 %                   | 8,8 %                     |
| Département de l'Essonne                                              | 0,8 %        | 11,5 %                                    | 6,1 %                                             | 15,4 %                     | 18,8 %                   | 6,4 %                     |
| Moyenne nationale                                                     | 3,5 %        | 15,2 %                                    | 6,4 %                                             | 13,3 %                     | 13,3 %                   | 7,6 %                     |
| Sources : Insee,                                                      |              |                                           |                                                   |                            |                          |                           |